# تیولیگانوو
تیولیگانوو (انگلیسی: Tyuliganovo) یک شهرک در شهرستان ایلیشفسکی استان باشقیرستان کشور روسیه است.